# Sommeil paradoxal

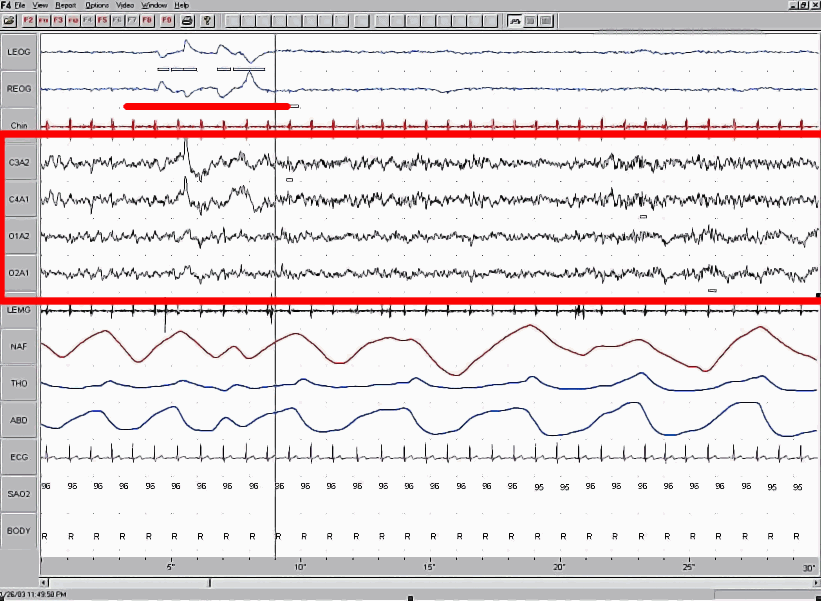
Polysomnographie. Encadré en rouge l'EEG lors du sommeil paradoxal, la barre rouge indique les mouvements oculaires.

Le sommeil paradoxal ou sommeil REM (pour l'anglais rapid eye movement, « mouvement rapide des yeux ») fait suite au sommeil lent (« sommeil à ondes lentes » désignant les stades 3 et 4), et constitue le cinquième et dernier stade d'un cycle du sommeil. Une « nuit » comprend de trois à six cycles successifs d'une durée chacun de 90 à 120 minutes. Chez une personne normale, la durée du sommeil paradoxal occupe environ 25 % de la durée d'une nuit, et s'accroît à chaque cycle jusqu'au réveil.
C'est la phase du sommeil au cours de laquelle les rêves dont on se souvient se produisent.
Il se caractérise par des mouvements oculaires rapides, d'où le nom anglais Rapid Eye Movement, une atonie musculaire, une respiration et un rythme cardiaque irréguliers, une température corporelle déréglée. On observe une dilatation des organes pelviens et une érection qui, chez le mâle, peut être suivie d'éjaculations. L'activité électrique du cerveau est proche de celle de l'éveil, comme le montre le tracé électro-encéphalographique.
On l'observe non seulement chez l'être humain mais aussi chez la majorité des mammifères placentaires, chez les oiseaux et chez certains reptiles (lézards). Son déclenchement peut être observé par le placement d'électrodes au niveau du pont, du corps géniculé et du cortex visuel (parfois appelé cortex occipital).
Après une période de privation de sommeil paradoxal, il est observé un phénomène physiologique de rebond.

## Signes spécifiques du sommeil paradoxal
Le sommeil paradoxal est déclenché par l'horloge ultradienne, située dans le pont et le bulbe, qui dirige trois sous-systèmes :
1. Celui responsable d'une activation du cortex cérébral qui ressemble à l'éveil. Cependant certains neurotransmetteurs comme la sérotonine, la noradrénaline, l'histamine et la dopamine ne sont pas libérés. Tandis que l'hippocampe, qui joue un rôle dans la mémorisation, est plus excité que pendant l'éveil. C'est lui qui semble être responsable des images des rêves et aussi de la programmation du cortex[Quoi ?][réf. souhaitée] ;
2. Celui responsable des mouvements oculaires (d'où le nom anglais du sommeil paradoxal : Rapid Eye Movement Sleep ou REM, « (partie du sommeil) où les yeux bougent rapidement »), d'après Michel Jouvet pas liés aux rêves mais à la programmation du cerveau[Quoi ?][réf. souhaitée] ;
3. Et le système capable de bloquer au niveau de la moelle épinière l'activité des nerfs responsable de l'atonie musculaire[3]. Durant le sommeil paradoxal, le tractus olfactif est inhibé (le corps ne réagit plus aux odeurs), mais le nerf trijumeau reste actif (une irritation par exemple due à un excès de CO2 peut induire un réveil[4]).

Pendant le sommeil paradoxal, le corps suspend les fonctions ordinaires d'homéostasie, et le tronc cérébral paralyse l'organisme, ce qui empêche le sujet de se lever pour « vivre ses rêves ». La fréquence cardiaque et la fréquence respiratoire deviennent irrégulières, et la température corporelle devient plus sensible au milieu de l'organisme.

## Hypothèses
Le sommeil paradoxal jouerait un rôle dans le transfert vers le néocortex et la consolidation à long terme des traces mnésiques labiles réactivées au sein de l'hippocampe, du parahippocampe et de l'amygdale lors du sommeil lent. La transcription de gènes impliqués dans les modifications synaptiques associées se produirait aussi lors du sommeil paradoxal.
Il existe une corrélation positive entre la durée totale du sommeil paradoxal, et, premièrement, l'immaturité cérébrale à la naissance, et, deuxièmement, la durée totale du sommeil. En plus de son intervention dans la plasticité synaptique liée à la mémorisation, le sommeil paradoxal pourrait participer à la récupération des processus oxydatifs, à la maturation cérébrale chez l'enfant dont la quantité totale de sommeil paradoxal décroît avec l'âge, et à la réaugmentation progressive de la température corporelle et cérébrale. Le temps consacré au sommeil paradoxal passe de 50 % chez le bébé à 25 % chez le petit enfant.
Des chercheurs de Harvard dirigés par Robert Stickgold ont récemment soumis des étudiants de premier cycle à divers tests d'aptitude, en les laissant dormir avant de les tester à nouveau. Résultat : ceux ayant atteint le sommeil paradoxal obtenaient de meilleurs résultats aux tests de reconnaissance de modèles (comme la grammaire) ; ceux ayant dormi profondément sans atteindre le sommeil paradoxal se révélaient meilleurs en mémorisation.[réf. nécessaire]
Le sommeil améliorerait le processus au cours duquel la créativité associe de nouvelles combinaisons qui sont utiles ou qui répondent à certaines exigences. Ceci se produirait dans le sommeil paradoxal, plutôt que dans le sommeil lent.
Durant le sommeil paradoxal, les niveaux élevés d'acétylcholine dans l'hippocampe suppriment les connexions de l'hippocampe vers le néocortex. La noradrénaline dans le néocortex encouragerait la propagation de l'activité associative dans les zones du néocortex sans contrôle de l'hippocampe. Ceci est en contraste avec la conscience de veille, où des niveaux élevés de noradrénaline et l'acétylcholine inhibent les connexions récurrentes dans le néocortex. Le sommeil paradoxal à travers ce processus ajouterait la créativité en permettant à des structures du néocortex de réorganiser les hiérarchies associatives, dans lesquelles les informations de l'hippocampe seraient réinterprétées par rapport à des représentations ou des nœuds sémantiques précédents.

## Découverte
La reconnaissance des différents types de sommeil peut être observée dans la littérature ancienne de l'Inde et de Rome. Les observateurs ont remarqué depuis longtemps que le chien endormi tremble et bouge, mais seulement à certains moments.
Le savant allemand Richard Klaue, en 1937, découvrit pour la première fois une période d'activité électrique rapide dans le cerveau des chats endormis. En 1944, Ohlmeyer rapporte des cycles de sommeil ultradien de 90 minutes impliquant des érections mâles d'une durée de 25 minutes. À l'université de Chicago en 1952, Eugène Aserinsky, Nathaniel Kleitman, et William C. Dement, ont découvert les phases de mouvement oculaire rapide pendant le sommeil, et les ont reliées au rêve. Leur article a été publié le 10 septembre 1953 Aserinsky, puis Kleitman, ont d'abord observé les mouvements oculaires et l'activité neuroélectrique qui l'accompagnait sur leurs propres enfants,.
C'est à Michel Jouvet que l'on doit, en 1959, l'invention du terme de « sommeil paradoxal » et l'observation de sa survenue chez le chat décérébré,,. Les mécanismes de l'atonie musculaire sont décrits par Horace Winchell Magoun (en) dans les années 1940, puis confirmés par Rodolfo Llinás dans les années 1960.